# Dębowiec (powiat częstochowski)
Dębowiec (dawn. Dębowiec Bloki Kopalniane) – osada w Polsce położona w województwie śląskim, w powiecie częstochowskim, w gminie Poczesna.

## Historia
Pierwsza wzmianka o nowej kolonii Dębowiec w dokumentach parafii w Poczesnej pochodzi z 1804 roku. Była to kolonia, która nazwę wzięła od leżącego nieopodal Dębowca w gminie Poraj. Miejscowość leży w Częstochowskim Obszarze Rudonośnym. W latach 1959–1978 działała tu kopalnia rud żelaza „Dębowiec”, należąca do przedsiębiorstwa KRŻ „Osiny” w Borku. Działa tutaj dom Stowarzyszenia Monar.
W latach 1975–1998 miejscowość administracyjnie należała do województwa częstochowskiego.